# Andrew Montagu Douglas Scott
Oberstløjtnant lord Herbert Andrew Montagu Douglas Scott, CMG, DSO (30. november 1872 – 17. juni 1944), var det femte barn af William Montagu Douglas Scott, 6. hertug af Buccleuch og lady Louisa Jane Hamilton.
Lord Herbert Andrew var oldefar til Sarah, hertuginde af York og tipoldefar til prinsesserne Beatrice og Eugenie af York.
Lord Herbert Andrew var også farbror til lady Alice Montagu Douglas Scott, der var gift med prins Henry, hertug af Gloucester. Gennem sit ægteskab blev Alice Montagu Douglas Scott tante til dronning Elizabeth 2. af Storbritannien.
Under den Anden Boerkrig var han adjudant (Aide-de-camp) for feltmarskal Frederick Roberts, 1. jarl Roberts, der var den øverstkommanderende for de britiske styrker.

## Familie
Lord Herbert Andrew var gift med Marie Josephine Agnes Edwards (19. december 1882 – 15. februar 1965).
De blev forældre til:
- Oberst (brigadegeneral) Claud Andrew Montagu Douglas Scott (13. juli 1906 – 24. januar 1971)
- Marian Louisa Montagu Douglas Scott (16. juni 1908 – 11. december 1996), der blev farmor til Sarah, hertuginde af York
- Patricia Katherine Montagu Douglas Scott (9. oktober 1910 – 3. december 2012), gift tre gange, senest med Henry Scrymgeour-Wedderburn, 11. jarl af Dundee (1902 – 1983), der var konservativ politiker.